# テトロミノ

5種類のテトロミノ

テトロミノ（Tetromino）は位数4のポリオミノである。同じ大きさの4個の正方形を辺に沿ってつなげた形は、回転操作・鏡映操作によって同じになる形を同一と考えると、5種類ある。これらを総称してテトロミノ（あるいは後述の片面テトロミノと区別して両面テトロミノ）と呼ぶ。鏡像を別として数えると、7種類になり、これらを総称し片面テトロミノという。
各種類の呼び方にはいろいろあるが、一般的には、I型（水色）、O型（黄色）、L型（オレンジ）、S型（緑）、T型（マゼンタ）と呼ばれる。
このうちL型とS型は線対称でなく、鏡像の名称はそれぞれJ型、Z型と呼ばれる。

## 問題

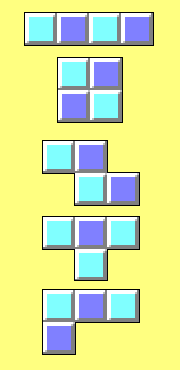
市松模様に塗り分けたテトロミノ

ポリフォーム類には一般的に「セットに含まれるすべての片を使用して形を作る」という問題がある。
テトロミノ1セットは正方形20個分の面積なので 4×5 の長方形が考えられるが、これは作成できない。各片を市松模様に塗る（右図参照）と、白と黒の数が異なっている。長方形を市松に塗ると白と黒は同数になるため、これをテトロミノ1セットで埋めることはできない（パリティも参照）。
この問題と片数の少なさを解消するため、2セットを使用して長方形を作る問題がある。下図のように、5×8・4×10 の長方形には解がある。
|  |  |

テンヨーから発売されているプラパズルでも、「2セットで長方形を作る」という問題が採用されている。

## テトロミノを使ったパズル・ゲーム
テトリスは、テトロミノを使用した最も有名なゲームだと考えられる。このゲームでは、片面型テトロミノ7種が使用されている。ただしこのゲームでは「 テトリミノ 」という名称である。
LITSは、テトロミノを利用したペンシルパズルである。名前は、このパズルに使用される4種類の片の形からつけられている。